# Somalia en los Juegos Paralímpicos de Tokio 2020
Somalia estuvo representada en los Juegos Paralímpicos de Tokio 2020 por un deportista masculino. El equipo paralímpico somalí no obtuvo ninguna medalla en estos Juegos.